# Baleia-bicuda-de-blainville
A baleia-bicuda-de-blainville (Mesoplodon densirostris) é um cetáceo da família dos zifiídeos (Ziphiidae) encontrado em águas temperadas e tropicais de todos os oceanos.